# Miers Bluff
Das Miers Bluff (spanisch Punta Elefante) ist eine hoch aufragende Klippe an der Südküste der Livingston-Insel im Archipel der Südlichen Shetlandinseln. Es markiert das Südende der Hurd-Halbinsel und begrenzt südwestlich die Einfahrt zur False Bay.
Lange Zeit wurde irrtümlich der Name Elephant Point für diese Formation verwendet, der jedoch auf ein durch den britischen Robbenjäger Robert Fildes (1793–1827) benanntes und weiter westlich gelegenes Kap zutrifft. Namensgeber der heutigen Benennung ist der britische Botaniker und Bauingenieur John Miers (1789–1879), auf den die erste Landkarte der Südlichen Shetlandinseln basierend auf den Arbeiten William Smiths zurückgeht.